# Semecarpus rufovelutinus
Semecarpus rufovelutinus är en sumakväxtart som beskrevs av Henry Nicholas Ridley. Semecarpus rufovelutinus ingår i släktet Semecarpus och familjen sumakväxter. Inga underarter finns listade i Catalogue of Life.